# William Maxwell (scrittore)
William Keepers Maxwell Jr. (Lincoln, 16 agosto 1908 – New York, 31 luglio 2000) è stato uno scrittore e giornalista statunitense.

## Biografia
William Maxwell Keepers Jr nasce il 16 agosto 1908 a Lincoln, nell'Illinois dal dirigente assicurativo William Keepers Maxwell e da Eva Blossom Blinn.
Nel 1930 ottiene un B.A. all'Università dell'Illinois e l'anno successivo un M.A. all'Università di Harvard.
Dopo aver insegnato nell'Università dell'Illinois, nel 1936 entra a far parte della redazione del New Yorker lavorando prima nel dipartimento artistico e poi come curatore editoriale per  scrittori come J. D. Salinger, John Cheever, Eudora Welty e Mavis Gallant fino al 1976.
Esordisce nella narrativa, incoraggiato dalla scrittrice Zona Gale, nel 1934 con Bright Center of Heaven e pubblica in seguito 6 romanzi, 5 raccolte di racconti oltre a saggi e libri per ragazzi affrontando temi spesso autobiografici come la perdita di un caro (sua madre era morta d'influenza quando aveva 10 anni) e la dura vita nel rurale Illinois.
Dopo essere arrivato in finale con il romanzo The Chateau nel 1962, vince un ventennio dopo il National Book Award per la narrativa con Ciao, a domani.

## Vita privata e morte
Sposato per 55 anni con l'artista Emily Noyes Maxwell (nata il 25 agosto 1921) dalla quale ha due figlie, Kate e Brookie, muore a 91 anni il 31 luglio 2000 a New York pochi giorni dopo la dipartita della moglie avvenuta il 23 luglio.

## Opere principali

### Romanzi
- Bright Center of Heaven (1934)
- Come un volo di rondini (They Came Like Swallows, 1937), Milano, Rizzoli, 2009 traduzione di Giovanna Scocchera ISBN 978-88-17-03721-1.
- Adolescenti (The Folded Leaf, 1945), Roma, Ed. Astrea, 1947 traduzione di Marcella Hannau
- Time Will Darken It (1948)
- The Chateau (1961)
- Ciao, a domani (So Long, See You Tomorrow, 1980), Milano, Bompiani, 1988 traduzione di Pier Francesco Paolini - Nuova ed. Venezia, Marsilio, 1998 traduzione di Pier Francesco Paolini ISBN 88-317-6873-5.

### Racconti
- The Old Man and the Railroad Crossing and Other Tales (1966)
- Over by the River, and Other Stories (1977)
- Five Tales (1988)
- Billie Dyer and Other Stories (1992)
- All The Days and Nights: The Collected Stories of William Maxwell (1995)

### Memoir
- Ancestors: A Family History (1972)

### Saggi
- The Outermost Dream (1989)

### Narrativa per ragazzi
- The Heavenly Tenants (1946)
- Mrs. Donald's Dog Bun and His Home Away from Home (1995)

## Premi e riconoscimenti
- Premio Pulitzer per la narrativa: 1981 finalista con Ciao, a domani
- National Book Award per la narrativa: 1962 finalista con The Chateau e 1982 vincitore nella categoria edizione tascabile con Ciao, a domani
- Ivan Sandrof Lifetime Achievement Award: 1994
- PEN/Malamud Award: 1995